# حباك اللسان
المعروفة أيضًا باسم البَارِزَةُ تَحْتَ الخَيْشُوْمِ. تُفصَّل الفُرَيقَة في البداية عن الحُدَيبَةُ المُفْرَدَة بواسطة الانخفاض، ثم عن طريق الحافة وعظم الرابط، التي يتسبب في تكوينها النمو في المستقبل والاندماج في النهايات البطنية الثانية والثالثة وجزء من الأقواس الخيشومية الرابعة.